# 菊間
菊間（きくま）は、千葉県市原市の市原地区にある大字。郵便番号290-0007。

## 地理
市原市北部に所在する。村田川左岸に位置し、菊間台地と呼ばれる台地を含む。北に村田川を挟んで古市場、東で草刈、南東で大厩、南で山木・若宮、西で八幡と隣接する。千葉市との境界に近いが隣接していない。

## 歴史

### 古代
菊間台地上には、前方後円墳3基・前方後方墳1基・円墳13基・方墳4基が確認される菊間古墳群がある。古墳時代の首長層の墓域と見なされ、『先代旧事本紀』には菊麻国造の記載があり、菊間廃寺も菊間国造との関連が推測される。『和名類聚抄』には菊間（くくま）の郷名があり、菊間はその遺称地とされる。

### 中世
天正11年（1583年）12月13日付の里見義頼寺領充行状（田代文書）に、上総国市原荘の一角の「菊間之郷」を正善院に宛行うとの記載がある。軍記物『房総治乱記』によれば天正13年（1585年）、佐倉城主千葉邦胤を殺害した桑田万五郎が菊間で討たれた。天正18年（1590年）5月の豊臣秀吉禁制には、市原荘のうちに「きくま」の地名が見られる。
なお、近世の筆写として伝わる『飯香岡八幡宮由緒本記』は、治承4年（1180年）に源頼朝が寄進した神田のうちに「菊間村」が含まれていると記す。

### 近世
近世の菊間村は上総国市原郡に属した。元禄10年（1697年）以後は旗本酒井氏などの相給となった。

### 近代

#### 菊間藩の時代
慶応4年（1868年）5月、徳川宗家当主徳川家達は新政府から駿府藩主として認められ、70万石の領主として駿河・遠江に入ることとなった。これにともない、駿河沼津藩5万石水野家に国替えが命じられることとなり、駿河国内の領地2万3700石の代地として上総国市原郡内の土地が水野家に与えられた。水野家は藩庁所在地を菊間村に定め、菊間藩が成立する。菊間藩は千光院に仮陣屋を置き、雲境（くものきょう）という小字に藩庁建設を試みたが、廃藩置県によって藩庁建設は中断したとされる。ただし、鐘楼を備えた広壮な知藩事公邸や、二階建ての「医局」が完成した。
沼津からの藩士の移住は、明治元年（1868年）から同5年（1872年）にかけて数波に分かれて行われた。沼津にあった家屋は解体され、資材として海路で浜本（市原市八幡）へ、そこから村田川をさかのぼって菊間まで輸送された。徳永台地区には武家屋敷や長屋が築かれた。菊間とその周辺（大厩・山木・草刈）には藩士644戸が移住して、人口は数千人に増えたという。増加した人口を当て込み、菊間付近は旅籠や銭湯・すし屋や蕎麦屋も並ぶ賑わいを見せた。しかし、廃藩置県や秩禄処分を受けて商人たちは去り、商業的な発展は頓挫したという。
明治4年（1871年）7月、廃藩置県にともない菊間藩は廃され菊間県となったが、同年11月に菊間県は木更津県に統合された。

#### 近代「菊間村」の成立
1874年（明治7年）、千光院に菊間小学校（現在の市原市立菊間小学校）が開校した。この小学校は菊間藩の藩校「明親館」を継承するものであった。
1889年（明治22年）、町村制の施行に伴い、菊間村・古市場村・大厩村・草刈村が合併して、行政村としての菊間村が成立した。従来の菊間村は、新たな菊間村の大字「菊間」となった。菊間村役場は、かつての菊間藩庁医局の建物を使用したが、1900年（明治33年）に暴風雨のため倒壊した。

### 現代
1955年（昭和30年）、町村合併に伴い市原町の一部となり、1963年（昭和38年）には市原町の市制施行にともない市原市の大字となる。
1966年（昭和41年）には若宮団地が起工し、1971年（昭和46年）には大字菊間の一部が若宮二丁目から七丁目として分離した。

## 世帯数と人口
2024年（平成29年）4月1日現在の世帯数と人口は以下の通りである。
| 町丁字 | 世帯数    | 人口    |
| ------ | --------- | ------- |
| 菊間   | 2,229世帯 | 4,441人 |

## 通学区域
市立小学校・市立中学校及び県立高等学校の通学区域は以下の通りである。
| 町丁字 | 番地 | 小学校                 | 中学校               |
| ------ | ---- | ---------------------- | -------------------- |
| 菊間   | 一部 | 市原市立八幡小学校     | 市原市立八幡中学校   |
| 菊間   | 一部 | 市原市立若宮小学校     | 市原市立八幡中学校   |
| 菊間   | 一部 | 市原市立菊間小学校     | 市原市立菊間中学校   |
| 菊間   | 一部 | 市原市立辰巳台西小学校 | 市原市立辰巳台中学校 |

## 施設

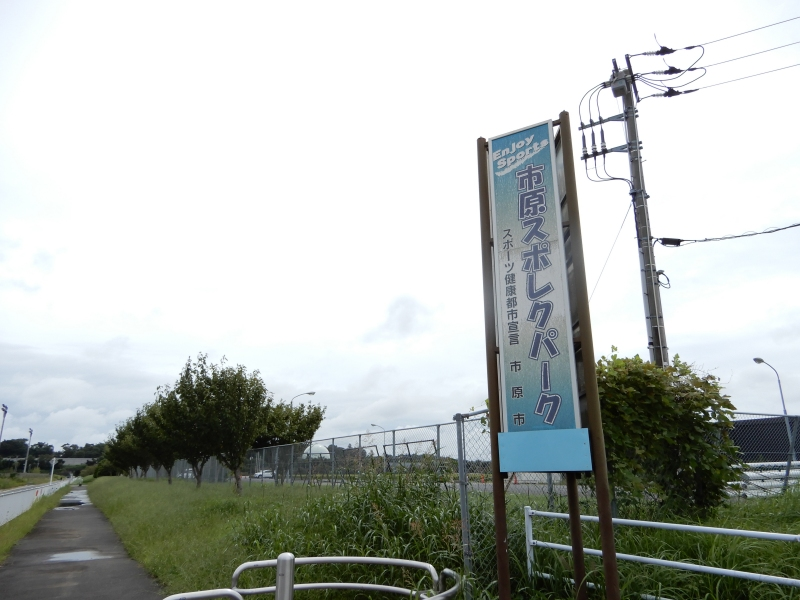
市原スポレクパーク

- 市原市立菊間コミュニティセンター
- 市原スポレクパーク
- 市原市立菊間小学校
- 市原市立菊間中学校
- 市原市立八幡東中学校
- 市原市菊間水再生センター
- 菊間終末処理場
- 大多喜ガス菊間供給所
- 県営菊間団地
- 姫宮公園

## 交通

### 鉄道駅
大字内に駅はないが、最寄り駅は八幡宿駅である。

### バス
バスの運行は年々縮小し2024年現在では地域内には片方向の1本のみが乗入れている。
- 運行会社は小湊鉄道塩田営業所、最寄りバス停は菊間団地などがあるが、運行する小湊鉄道の人員不足により2023年5月1日から2024年4月7日まで菊間地区に乗り入れるバスは全て運休となっていた。
- 浜05は長らく運休となっていたが、2024年4月8日の人員不足に伴うダイヤ改正で平日の日中に菊間団地行1本のみだが再開された。
- 菊間団地バス停から徒歩15分のところにある古市場大気バス停は、1日を通して1～2時間に1本程度浜野方面へのバスが運行されている。

| 系統 | 経由 | 行き先       | 参考                                                                        |
| ---- | ---- | ------------ | --------------------------------------------------------------------------- |
| 八05 |      | 八幡宿駅東口 | 2023年5月1日より、人員不足のため平日全便運休（休日は元より運行無し）。      |
| 浜05 |      | 浜野         | 長期に渡り運休となっていたが、2024年4月8日より平日に菊間団地行1本のみ再開。 |

### 道路
- 千葉県道126号八幡菊間線
- 館山自動車道 - 出入口はない。